# Torresov prolaz
Torresov prolaz je oko 150 km širok, vrlo plitak (do 50 m) prolaz koji dijeli Australiju od melanezijskog otoka Nove Gvineja i povezuje Arafursko i Koraljno more, odn. Indijski s Tihim oceanom. Na jugu se nalazi poluotok York, najsjeverniji dio australske države Queensland. Na sjeveru je Zapadna provincija države Papua Nova Gvineja.
Unutar Torresova prolaza nalazi se nekoliko većih i stotine manjih otočića, koji su poznati kao Otoci Torresovog prolaza, te mnoštvo koraljnih grebena i hridi, što sve otežava plovidbu. Morske struje teku zimi prema istoku, a ljeti prema zapadu; plimne su struje vrlo jake. Morska fauna pripada cirkumtropskoj zoni. Od ukupno više od 274 otoka, danas je naseljeno njih 17, na kojima živi otprilike 6.800 stanovnika.
Prva zabilježena plovidba europskih moreplovaca ovim prolazom je plovidba portugalskog moreplovca u španjolskoj službi Luisa Váeza de Torresa 1606.g. Kasnije, 1769.g., je taj zapis pronašao škotski geograf Alexander Dalrymple i prolazu dao ime Torresov prolaz.

## Vanjske poveznice
- Atlas Torresova prolaza  Arhivirana inačica izvorne stranice od 12. studenoga 2010. (Wayback Machine)